# Oxyrhopus rhombifer
Oxyrhopus rhombifer är en ormart som beskrevs av Duméril, Bibron och Duméril, 1854. Oxyrhopus rhombifer ingår i släktet Oxyrhopus och familjen snokar.
Denna orm förekommer i Sydamerika från nordöstra Brasilien till Bolivia, Paraguay, Uruguay och centrala Argentina. Arten vistas i olika öppna landskap som savannen Cerradon och gräsmarken Pampas. Oxyrhopus rhombifer jagar främst ödlor som kompletteras med små däggdjur. Honor lägger ägg.
För beståndet är inga hot kända och hela populationen uppskattas vara stabil. IUCN listar arten som livskraftig (LC).

## Underarter
Arten delas in i följande underarter:
- O. r. inaequifasciatus
- O. r. rhombifer
- O. r. bachmanni